# Élisabeth Vailland
 (juin 2024).
Œuvres principales
- Drôle de vie
- Voyage dans l'Amérique de gauche
- Biographie de Roger Vailland

Élisabeth Vailland, née en 1916 à Bologne en Italie et morte le 24 août 1983 à Bourg-en-Bresse dans l'Ain, où elle vivait depuis 1954 avec son mari l'écrivain Roger Vailland, est une comédienne, résistante et écrivaine française.

## La période italienne

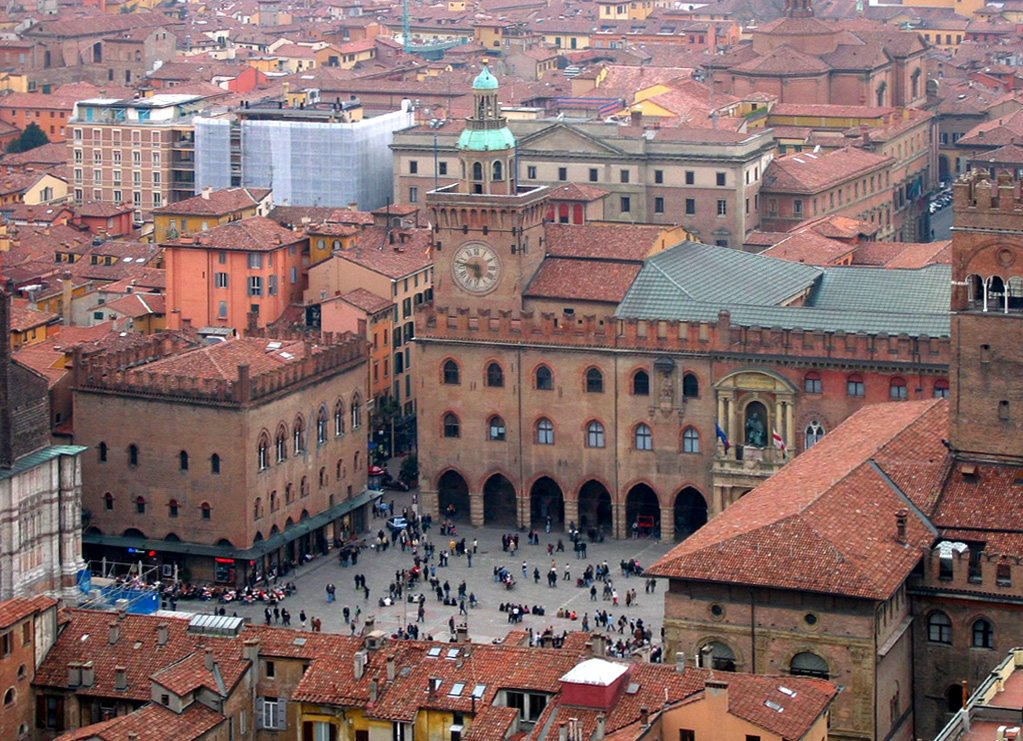
Vue de Bologne.

Élisabeth Vailland est au carrefour de trois cultures : russe, française et italienne.
Elle est juive russe par sa famille maternelle. Sa mère Moussia quitte la Russie après la révolution manquée de 1905 dans laquelle elle était compromise, débarque en Italie et y épouse Filippo Naldi. Ils ont trois enfants, Gricha, Giovanna et Élisabeth, la cadette. Filippo Naldi, avocat de profession, devient directeur du journal Il Tempo. Monarchiste libéral, antifasciste, il est emprisonné par les autorités mussoliniennes. La famille quitte Rome pour Florence. Sorti de prison, Filippo Naldi disparaît en France.
En 1932, la famille le rejoint. Élisabeth suit les cours de théâtre de Gaston Baty. Elle a des rapports difficiles avec son père et retourne seule en Italie en 1938. La même année, alors qu'elle commence une carrière de comédienne à Rome, elle épouse un jeune metteur en scène italien. Elle passe du théâtre à la Résistance aux côtés de la gauche chrétienne et des communistes ; elle devient courrier. Elle raconte sa première action militante dans un récit publié par les Cahiers Roger Vailland (no 32 de septembre 2014), extrait du livre de René Ballet Reporter de l'interdit publié, en juillet 2003 par les éditions du Temps des Cerises. Sa sœur et sa mère la rejoignent et entrent elles aussi dans la Résistance. Filippo Naldi rentre en Italie à son tour en 1943 et forme le premier gouvernement libre avec le roi d'Italie. Il en est le premier ministre. Ce gouvernement d'union (monarchistes, communistes, socialistes) ne gouvernera jamais. 
En 1943, Élisabeth quitte son mari et vit avec Roman Vlad, réfugié roumain, qui allait devenir compositeur et connaître la célébrité en tant que musicologue. Ils se marient en 1947. En 1949, ils sont à Paris : Roman Vlad compose la musique de La Beauté du diable, un film de René Clément.

## Élisabeth et Roger
Élisabeth rencontre Roger Vailland le 3 novembre 1949 chez leur amie commune Gala Barbisan, intellectuelle russe qui allait fonder en 1958 le prix Médicis.
Roger Vailland a quarante-deux ans. Il sort d'un amour malheureux avec Andrée Blavette, dite Boule, dont il divorcera en 1954. Commence une vie compliquée : Vailland est grand reporter et voyage au loin, Élisabeth ne peut divorcer puisque le divorce est illégal en Italie — la seule solution est de faire déclarer nul par le Vatican son mariage avec Roman Vlad. Élisabeth et Roger s'écrivent quotidiennement et se rejoignent souvent à Paris ou en Italie, comme à Capri chez Curzio Malaparte, dans la villa où Jean-Luc Godard tournera plus tard son film Le Mépris.
Roger veut rompre avec sa vie dissipée et devenir un écrivain. En 1951, il décide donc de quitter Paris et de s'installer avec Élisabeth aux Allymes, dans l'Ain, dans une petite maison prêtée par un ami.

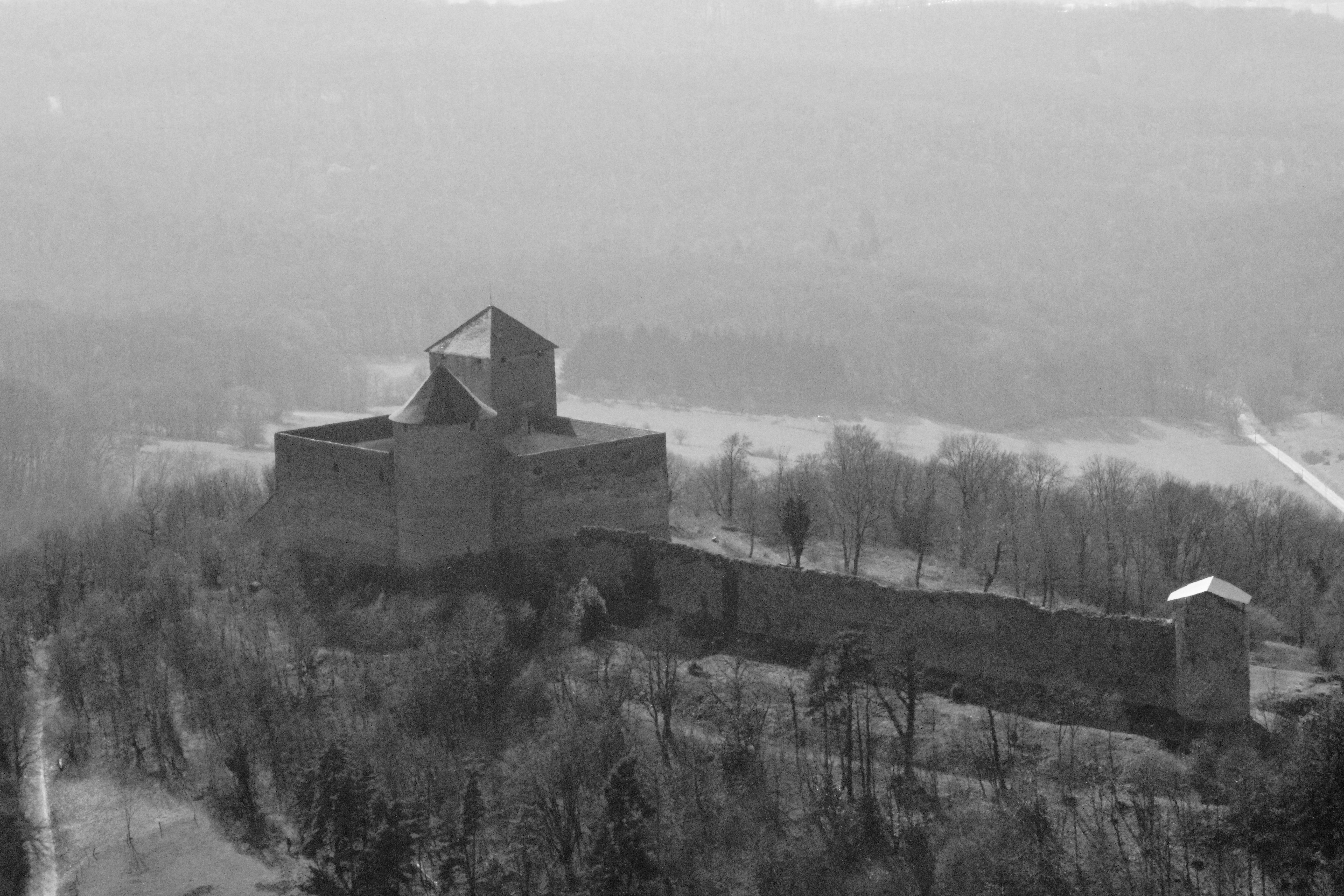
Le château des Allymes.

Ils vivent dans la plus grande simplicité en compagnie des paysans du hameau et vont souvent retrouver les ouvriers de la vallée de l'Albarine ou les cheminots d'Ambérieu-en-Bugey. Ils militent tous deux au Parti communiste français.
Au début de leur vie commune, Vailland, en reportage, écrit à Élisabeth : « Mes conditions personnelles de bonheur sont tellement simples : toi près de moi, notre vie réglée des Allymes, écrire, et de temps en temps une nuit passée à boire et à converser avec des êtres jeunes et bienveillants. »
De lui, elle dira dans son autobiographie Drôle de vie : 
« J'étais sa compagne, son amie, sa confidente, celle à qui on dit tout, celle avec qui on peut souffrir, jouer dans un certain sens.[...] Je crois que j'étais son port de sauvegarde. Et j'acceptais son égoïsme sur lequel, dans une certaine mesure, je fondais mon bonheur. »
En 1954, ils se marient et s'installent à Meillonnas, un village de l'Ain, dans le Revermont à une vingtaine de kilomètres de Bourg-en-Bresse.

## Un couple souverain
Franck Delorieux écrit dans son essai Roger Vailland libertinage et lutte des classes [Quand ?] : « Vailland l'épouse parce qu'elle est souveraine ; elle est souveraine, donc elle accepte Vailland. » Élisabeth elle-même écrit en 1973 dans Un homme frivole :

« Je ne t'ai jamais appelé « mon mari » — l'expression me faisait rire. Quand je parlais de toi aux gens du village, je disais « Roger » et « Monsieur Roger ». Tu en étais heureux. Et moi aussi. C'était mon respect de ta souveraineté. Et de la mienne. C'était aussi une attitude politique. [...] Aux Allymes déjà, le soir après ton travail, quand tu te baignais dans ton « tub » — la baignoire de Marat comme tu disais- tu me parlais de souveraineté et tu l'entendais en tant que politique. « Tu comprends, Élisabeth, quand le monde sera enfin au stade du communisme, l'homme sera tellement en possession de lui-même qu'il sera libertin, apte à tous les plaisirs, c'est-à-dire souverain. » »

Et Marie-Noël Rio conclut en 2005 : « Dans libertin, il y a libre : Élisabeth l'était. »

## Roger Vailland au jour le jour
Élisabeth Vailland, interviewée par Max Chaleil, évoque ses souvenirs et sa vie avec Roger Vailland (Entretiens, Éditions Subervie, 1970)
Pourquoi les Écrits intimes ?
Pour Élisabeth Vailland, la décision de publier les Écrits intimes, c'est d'abord répondre aux nombreuses sollicitations dont elle était l'objet après la mort de Roger (beaucoup de gens venaient la voir à Meillonnas pour parler de Roger, pour l'interviewer) et c'est aussi pour lui être fidèle, pour respecter ses écrits en publiant l'intégralité des textes. « Entre certains êtres, on ne peut pas tricher » précise-t-elle. Il ne savait pas encore quelle forme prendrait ses documents, ce journal qu'il tint par intermittence, ces lettres de Capri, de Moscou, d'Élisabeth qu'il avait conservées et scrupuleusement classées.
Chaque jour était une merveille

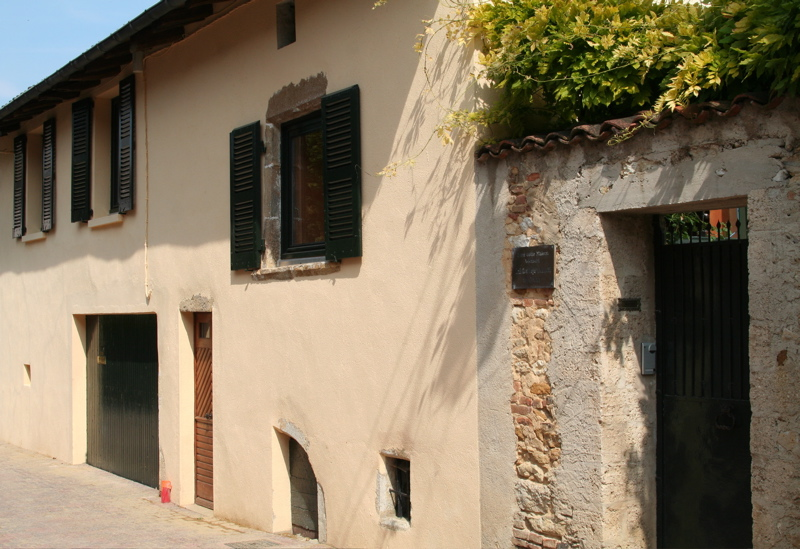
La maison de Meillonnas.

« Vivre avec Roger, c'était avoir du courage » précise-t-elle, pour vivre son impatience et en même temps son désespoir et son bonheur excessif. Un homme complexe où la facilité est bannie, ce que finalement elle aime aussi en lui. « Il portait une grande fragilité, » vivre à ses côtés était pour elle synonyme de fantaisie, d'invention, une très grande complicité doublée d'ajustements permanents, une vie contrastée d'un couple intégré à la vie du village qui pouvait aussi partir pour des virées parisiennes qu'il appelait « les ballets nocturnes. » La souveraineté -ce mot qu'il affectionnait- commençait par la liberté dans le couple, des moments d'étroites relations mais aussi d'autres moments de retraits, d'indépendance. (voir ci-dessus le témoignage de Franck Delorieux)
Ils se sont rencontrés en 1949 à l'époque où Roger habitait Sceaux et écrivait Bon pied, bon œil, emballé par son héros Rodrigue érigé en modèle, communiste jeune et dynamique. Il mène une vie bohème. L'année suivante, ils partent en Italie, Rome et Capri chez l'ami Malaparte. Il repart ensuite pour un nouveau voyage en Indonésie et ce n'est qu'à son retour qu'ils vivront ensemble. Vailland en a marre de cette vie, de Paris et du milieu qu'il fréquente. Ils partent alors s'installer dans une maison sans confort aux Allymes, un hameau d'Ambérieu-en-Bugey dans le département de l'Ain.
Là-bas, ils vont mener tous les deux une vie de militants communistes avec leur ami le député communiste Henri Bourbon et nouer des liens étroits avec les cheminots d'Ambérieu ou les ouvriers des filatures de la vallée de l'Albarine. Malgré l'inconfort, ils diront tous les deux que ce fut sans aucun doute « la plus belle saison de leur vie. »
Sa conception du couple, Roger la définit pour Élisabeth : « Le péril pour un couple qui fait vie commune, c'est qu'il y ait union et non réunion. » Et Élisabeth d'ajouter : « Ne jamais confondre sentiment et plaisir. » Elle trouvait extraordinaire qu'il ne se fût pas lassé d'elle, que la pression des habitudes quotidiennes n'ait pas tué l'émerveillement de chaque matin. À Meillonnas, ils marchaient beaucoup dans la montagne du Revermont, « Roger s'occupait du jardin : il greffait les arbres, les taillait... » Il est mort « heureux » comme elle l'a dit, en tout cas consolé de ne pas être gâteux, une hantise pour lui.
Après la mort de Roger, elle recevra ce témoignage d'amitié qui commence ainsi : 
Je me sens si loin de ton malheur

Sur cette île de l'océan Indien

Où j'ai placé mes pas dans les siens

Où je ne suis que boule de douleur

Dès mon retour, j'irai à Meillonnas,

M'épancher auprès de toi Lisina

Retrouver enfin ton rire enjoué,

Partager un moment d'intimité.

## Après la mort de Roger Vailland
« Mon amour, comme je suis heureux » : tels sont les derniers mots que Roger Vailland, atteint d’un cancer généralisé, murmure à sa femme Élisabeth. Après sa mort, survenue le 12 mai 1965, celle-ci décide de rester dans leur maison de Meillonnas.
Elle commence une nouvelle vie, agacée quand on l'appelle la veuve de Roger Vailland. Elle voyage : en 1969, elle donne en Algérie une série de conférences sur l'œuvre de Roger Vailland avec Maurice Garrel et Henri Poncet ; en 1972, elle rejoint son amie Jane Fonda aux États-Unis. Jane Fonda milite dans le « Mouvement pour la paix » et lutte contre la guerre au Viet-Nam. Ensemble, elles sillonnent les États-Unis. Élisabeth Vailland relate ce parcours dans son livre Voyage dans l'Amérique de gauche.
Surtout, elle travaille à garder vivante l'œuvre de son mari. En 1968, elle fait publier aux éditions Gallimard sa sélection des lettres et journaux intimes de Roger Vailland, sous le titre Écrits intimes, dont elle confie l'édition à Jean Recanatti. 
En 1973, avec  l'écrivain  René Ballet, elle publie Roger Vailland, une biographie et un choix de textes, dans la collection « Écrivains d'hier et d'aujourd'hui » aux éditions Seghers.
Elle confie en outre à René Ballet l'édition des écrits journalistiques de Roger Vailland, publiés en deux tomes en 1984 aux éditions Sociales de Messidor : Chronique des années folles à la Libération : 1928-1945  ( Préface de Roland Leroy, introduction de René Ballet) et Chronique d’Hiroshima à Goldfinger : 1945-1965 (Introduction de René Ballet)
Elle meurt à Meillonas le 23 août 1982, sans avoir vu la publication de ses souvenirs, Drôle de vie, Une passion avec Roger Vailland, écrits en collaboration avec son ami Philippe Garbit (Éditions Jean-Claude Lattès, 1984, réédition 2007). Ses propres écrits intimes rédigés dans la langue italienne, elle les a légués à son ami, René Ballet. À la mort de celui-ci, le 1er janvier 2017, sa femme Simone les a donnés à l'association Les amis de Roger Vailland qui en a fait don à la ville de Bourg-en-Bresse qui les a remis à la médiathèque Elisabeth et Roger Vailland.
Elle a fait de son amie Marie-Noël Rio sa légataire universelle et son exécutrice testamentaire, lui confiant le droit moral sur l'œuvre de l'écrivain et le soin de créer à la médiathèque de Bourg-en-Bresse un fonds Roger Vailland, comprenant l'ensemble de ses manuscrits et de sa bibliothèque. La médiathèque prend alors le nom de Médiathèque Élisabeth et Roger Vailland.

## Voir aussi

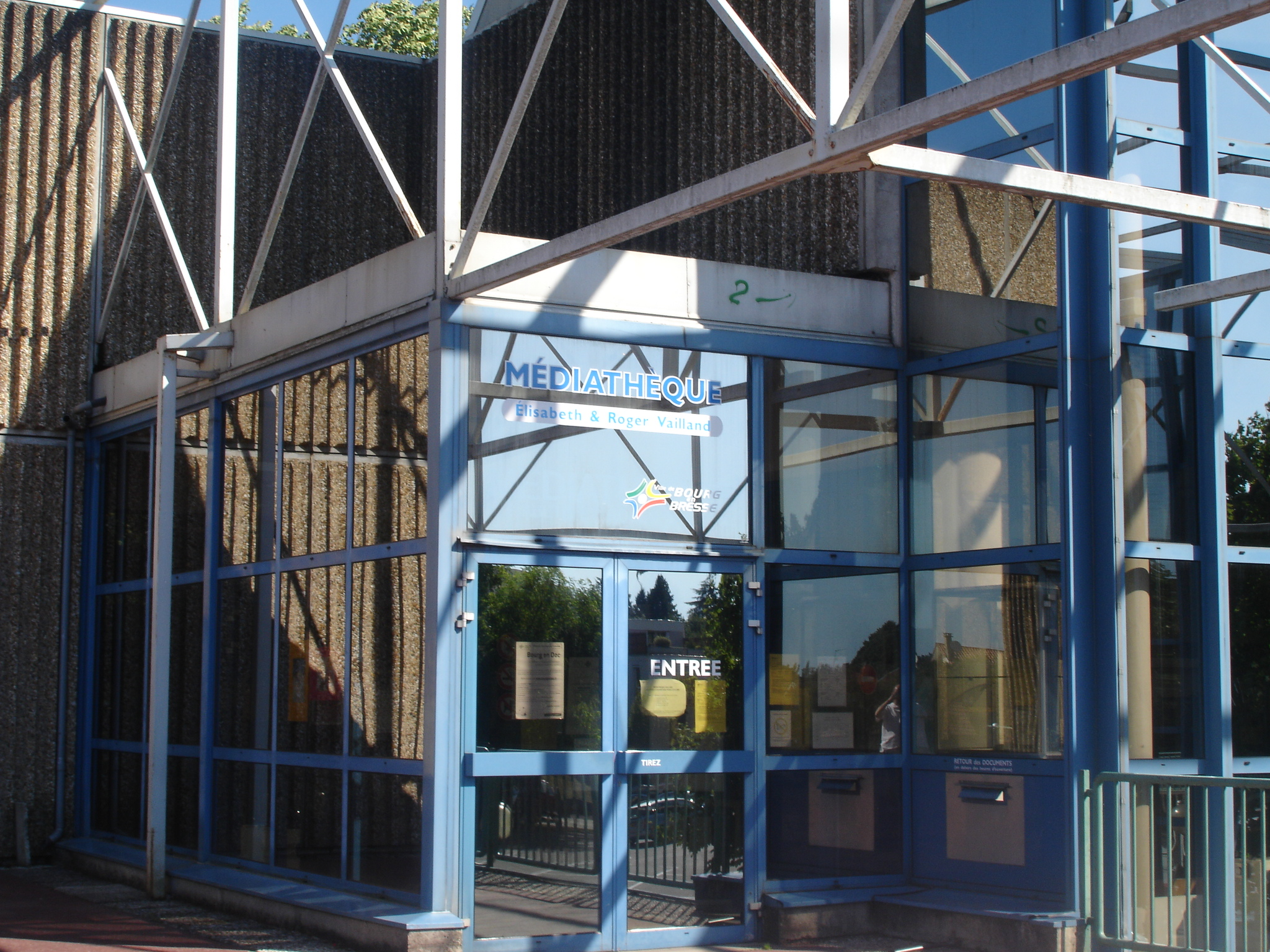
Médiathèque Élisabeth et Roger Vailland à Bourg-en-Bresse.